# Riềng ấm
Riềng ấm hay sa nhân hoa thưa (danh pháp khoa học: Meistera gagnepainii) là một loài thực vật có hoa trong họ Gừng.

## Lịch sử phân loại
Loài này được François Gagnepain mô tả khoa học đầu tiên năm 1902 (in năm 1903) theo mẫu vật số 2687 do Bon H. F. thu thập ngày 11-6-1884 tại Lạng Sơn dưới danh pháp Amomum thyrsoideum, tuy nhiên danh pháp này là không hợp lệ (nomen ilegitimum) do nó đã được Hipólito Ruiz López và José Antonio Pavon sử dụng từ năm 1798 để chỉ một loài khác biệt (danh pháp chính thức hiện nay của nó là Renealmia thyrsoidea (Ruiz & Pav.) Poepp. & Endl., 1838) có ở châu Mỹ. Năm 2000, Te Ling Wu, Kai Larsen và Nicholas J. Turland đặt tên và hợp lệ hóa loài ở châu Á là Amomum gagnepainii.
Năm 2018, Jana Leong-Škorničková và Mark Newman chuyển nó sang chi Meistera mới được phục hồi.

## Phân bố và môi trường sống
Loài này có trong khu vực từ Trung Quốc (tây nam khu tự trị Quảng Tây) tới miền bắc Việt Nam. Môi trường sống là rừng rậm.

## Mô tả
Rễ củ. Bẹ lá có sọc, nhẵn nhụi; lưỡi bẹ hình tròn, 4–5 mm; cuống lá khoảng 5 mm; phiến lá thuôn dài-hình mũi mác, 20-25 × khoảng 6 cm, nhẵn nhụi, gân giữa trở nên mờ dần về phía đỉnh, đáy thuôn tròn, đỉnh nhọn. Cụm hoa dạng bông hình trụ, 8–13 cm; cuống khoảng 30 cm, vỏ bao giống vảy hình trứng-hình mũi mác, khoảng 3 cm; lá bắc xếp lợp, màu tía, hình mũi mác, 2-2,3 cm; lá bắc con hình ống, 0,9-1,2 cm, xẻ 1 bên, đỉnh có 2 khe. Đài hoa gần hình trụ, khoảng 1 cm, phần xa trục có lông nhung, đỉnh 3 răng. Ống tràng hoa dài bằng đài hoa, có lông nhung; thùy màu vàng, khoảng 1,4 cm × 6 mm, thùy trung tâm rộng khoảng 9 mm. Các nhị lép ở bên giống như răng, khoảng 1 mm. Cánh giữa môi dưới màu vàng tại gân giữa với các gân màu tím, hình thìa-hình quạt, khoảng 1,5 × 1,2 cm, đáy thu nhỏ dần, đỉnh 2 khe. Nhị khoảng 1,1 cm; chỉ nhị khoảng 5 mm; phần phụ liên kết hình bán nguyệt, khoảng 1,5 mm. Bầu nhụy rậm lông. Quả nang gần hình cầu hoặc hình trứng, khoảng 2,5 × 1,2-1,8 cm, với các gai dày và cong. Hạt đường kính 3–4 mm, có góc cạnh. Ra hoa tháng 5, tạo quả tháng 7. 2n = 48.

## Tên gọi khác
Tại Trung Quốc, nó được gọi là 长序砂仁 (chang xu sha ren, trường tự sa nhân).